# Lung Tseng Tau
Lung Tseng Tau (Chino: 龍井頭) es un pueblo en Tung Chung en la isla de Lantau, Hong Kong.

## Administración
Lung Tseng Tau es un pueblo reconocido bajo la Política de Viviendas Pequeñas de los Nuevos Territorios.